# 禾谱
《禾谱》是中国第一部水稻品种专著，共五卷，北宋曾安止撰，为继北魏贾思勰《齐民要术》后的一部重要古代农业科技著作。
全书包括稻名篇、稻品篇、种植篇、耘稻篇、粪壤篇、祈报篇等内容，详细记载了北宋时期吉泰盆地地区50多个水稻品种的名称、特征、来源以及播种、插秧、收割的时间和栽培技术、管理方法。《通考经籍志》和《宋史·艺文志》均有著录。
北宋绍圣元年（1094年），苏东坡遭贬南迁，过泰和时见到此书，作《秧马歌》附于书后，称其“文既温雅，事亦详实”，又叹“惜其有所缺，不谱农器也”。但当时曾安止已经失去了目力，无力补写。一百多年后的南宋时，曾安止的侄孙曾之谨著《农器谱》三卷以补之。
《禾谱》和《农器谱》原书均在明代末年佚亡，1983年泰和县文物普查工作队在进行农史调查时,在石山公社（现石山乡）匡原村所藏光绪三十四年刊《匡原曾氏重修族谱》中发现了经谱撰修者删削的《禾谱》部分内容，同时曾氏祠堂中发现了《秧马歌》碑刻。另外，据近年的研究，元朝王祯所著《王祯农书》也保存了《禾谱》和《农器谱》的部分内容。